# Línea 54 (EMT Madrid)
La línea 54 de la EMT de Madrid une la estación de Atocha con el barrio de Congosto (Villa de Vallecas).

## Características

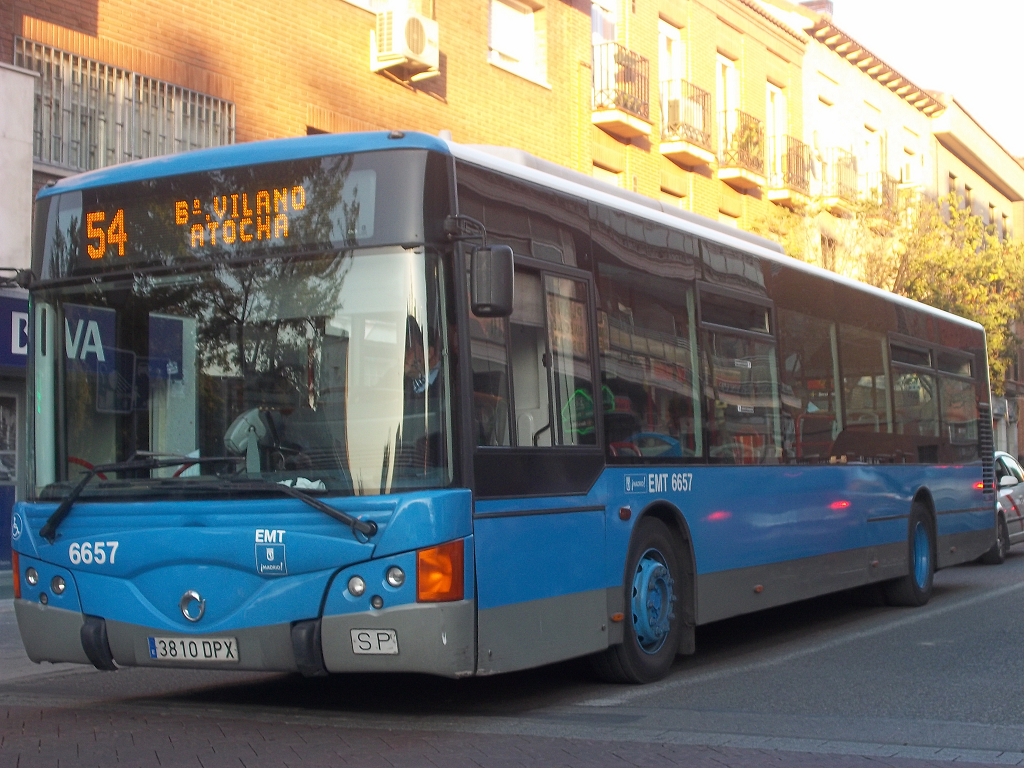
Un autobús de la línea con la antigua denominación

Esta línea se creó con el itinerario Pza. Emperador Carlos V - Vallecas (Pueblo) (luego cambiaría la nomenclatura por Atocha - Villa de Vallecas), uniendo la Villa de Vallecas con este céntrico enclave a través de la Avenida de la Ciudad de Barcelona y la Avenida de la Albufera.
Con motivo de la reordenación de líneas de autobús en el distrito Puente de Vallecas en 1996 tras haber puesto en marcha la ampliación de la línea 1 del Metro de Madrid hasta la estación de Miguel Hernández, se eliminó la línea 140 de entonces que, compartiendo cabecera con la línea 54, acababa en la Colonia El Sardinero (Palomeras Sureste) separándose a partir de la intersección de la Avenida de la Albufera y la calle de Pío Felipe, por lo que el recorrido de la línea 54 se modificó para absorber la parte propia de esta línea, regresando a la Avenida de la Albufera al final de su recorrido por la Colonia El Sardinero a través de la Avenida de Rafael Alberti. Al mismo tiempo desapareció la variante de la línea 54 que estuvo funcionando algún tiempo para dar servicio a la Colonia Sandí, que ya quedaba atendida por la estación de Miguel Hernández de Metro de Madrid y por la línea 144.
3 años más tarde, al desaparecer la variante de la línea 58 (Puente de Vallecas - B.º Santa Eugenia), adoptó su recorrido la línea 58, dejando de circular entre el casco histórico de Vallecas y el Barrio Vilano, por lo que la línea 54 amplió su recorrido hasta este barrio, adoptando la denominación de Atocha - B.º Vilano.
De este modo, hoy día la línea no recorre toda la Avenida de la Albufera, sino que la abandona entre los cruces de Buenos Aires y Rafael Alberti para adentrarse en el corazón del B.º de Palomeras Sureste, especialmente en la Colonia El Sardinero, uniéndolos tanto con el centro de Madrid como con la Villa de Vallecas.
El 26 de mayo de 2014, la línea pasa a denominarse "Atocha Renfe - Congosto", tras una serie de reestructuraciones en las denominaciones de las diferentes líneas de EMT que tienen cabecera en intercambiadores como Sevilla o Atocha. El 3 de enero de 2021 volvió a cambiar su denominación, pasando a ser "Estación Atocha - Congosto".

### Frecuencias
| Lunes a viernes laborables       |               |
| De 6:00 a 9:00                   | 9-18 minutos  |
| De 9:00 a 20:00                  | 10-14 minutos |
| De 20:00 a 23:00                 | 11-18 minutos |
| Sábados laborables               |               |
| De 6:00 a 10:00 De 20:00 a 23:00 | 12-20 minutos |
| De 10:00 a 20:00                 | 12-15 minutos |
| Domingos y festivos              |               |
| De 7:00 a 11:00                  | 14-26 minutos |
| De 11:00 a 21:00                 | 13-18 minutos |
| De 21:00 a 23:00                 | 15-25 minutos |

## Recorrido y paradas

### Sentido Congosto
La línea inicia su recorrido en las dársenas situadas junto al acceso de cercanías de la estación de Atocha, saliendo de las mismas para incorporarse a la Avenida de la Ciudad de Barcelona.
Recorre esta avenida hasta pasar bajo el Puente de Vallecas, entrando en el distrito homónimo por la Avenida de la Albufera, que recorre hasta la intersección con la calle Pío Felipe, donde gira a la izquierda para incorporarse a la misma.
Circula por esta calle hasta la intersección con la calle Benjamín Palencia, girando a la derecha para circular por ella hasta casi el final, girando de nuevo a la derecha por la calle Malgrat de Mar, que desemboca en la Avenida de Pablo Neruda, donde gira a la derecha para poco después girar a la izquierda por la calle de los Andaluces.
Adentrándose en la Colonia El Sardinero, circula por la calle de los Andaluces, la Avenida de Rafael Alberti, la calle San Claudio, de nuevo la calle de los Andaluces y de nuevo la Avenida de Rafael Alberti, por la que sale a la Avenida de la Albufera en dirección al barrio de Cocherón de la Villa, y posteriormente en Villa de Vallecas.
Entrando en  Villa de Vallecas, pasa bajo la vía del tren para incorporarse a la calle Sierra de Guadalupe, que recorre entera para continuar de frente por la calle Real de Arganda hasta la intersección con la calle Montes de Barbanza, por la que circula a continuación recorriéndola entera.
En la plaza situada al final de la calle Montes de Barbanza toma la calle de Congosto, por la que circula hasta la intersección con la calle Peña Cervera, donde tiene su cabecera.
| Código | Parada                                      | Común con                    | Conexiones con Metro y Cercanías | Otros |
| ------ | ------------------------------------------- | ---------------------------- | -------------------------------- | ----- |
| 5705   | ESTACIÓN DE ATOCHA (Intercambiador)         | 57                           | Atocha                           |       |
| 1402   | Basílica de Atocha                          | 24 37 57 102 141             |                                  |       |
| 1404   | Metro Menéndez Pelayo                       | 24 37 57 141                 | Menéndez Pelayo                  |       |
| 1406   | Junta Municipal Retiro                      | 24 37 57 141                 |                                  |       |
| 1408   | Pacífico                                    | 24 37 57 141                 | Pacífico                         |       |
| 1410   | Ciudad de Barcelona-Seco                    | 8 10 24 37 56 57 136 141 310 |                                  |       |
| 2058   | Puente de Vallecas                          | 8 10 24 37 56 57 136 141 310 | Puente de Vallecas               |       |
| 1001   | Junta Municipal Puente de Vallecas          | 57 58 136                    |                                  |       |
| 1003   | Nueva Numancia                              | 57 58 136                    | Nueva Numancia                   |       |
| 1005   | Avenida de la Albufera-Sierra de Cadi       | 58 136                       |                                  |       |
| 1007   | Portazgo-Estadio de Vallecas                | 58 103 136                   | Portazgo                         |       |
| 1009   | Buenos Aires                                | 58 103 136                   |                                  |       |
| 2514   | Pío Felipe-Buenos Aires                     | 143                          | Buenos Aires                     |       |
| 2516   | Pío Felipe-Benjamín Palencia                | 141 143                      |                                  |       |
| 2518   | Benjamín Palencia-Humanes                   |                              |                                  |       |
| 5055   | Benjamín Palencia-Tossa                     |                              |                                  |       |
| 2520   | Malgrat de Mar                              |                              |                                  |       |
| 2522   | Pablo Neruda-Malgrat de Mar                 | 142 144                      |                                  |       |
| 2524   | Andaluces-Pablo Neruda                      | 144                          |                                  |       |
| 2526   | Andaluces-Rafael Alberti                    | 144                          |                                  |       |
| 4102   | Rafael Alberti-San Claudio                  |                              |                                  |       |
| 2528   | San Claudio-Fernández Hijicos               |                              |                                  |       |
| 2530   | Andaluces-San Claudio                       |                              |                                  |       |
| 2532   | Rafael Alberti-San Claudio                  | 144                          |                                  |       |
| 1017   | Metro Miguel Hernández                      | 58 103 142 143               | Miguel Hernández                 |       |
| 1019   | Avenida de la Albufera-Miguel Hernández     | 58 103 142 143               |                                  |       |
| 4725   | Polideportivo Palomeras                     |                              |                                  |       |
| 4727   | Cocherón de la Villa-Avenida de la Albufera |                              |                                  |       |
| 4682   | Democracia-Arboleda                         | 58 103 142 143               |                                  |       |
| 1027   | Sierra Guadalupe                            | 58 103 130 142 143 E H1 T31  | Sierra de Guadalupe Vallecas     |       |
| 5163   | Sierra Guadalupe-San Jaime                  | 58 103 142 143               |                                  |       |
| 4368   | Villa Vallecas                              | 58 103 142                   | Villa de Vallecas                |       |
| 4696   | Montes de Barbanza-Sierra del Eje           | 103 142                      |                                  |       |
| 4684   | Congosto-Puerto Porzuna                     |                              |                                  |       |
| 4686   | Congosto-Peña Rivera                        |                              |                                  |       |
| 4697   | Congosto                                    |                              | Congosto                         |       |

### Sentido Estación de Atocha
El recorrido de vuelta es igual al de ida pero en sentido contrario.
| Código | Parada                                      | Coincidente con Línea        | Conexiones con Metro y Cercanías | Otros |
| ------ | ------------------------------------------- | ---------------------------- | -------------------------------- | ----- |
| 3663   | CONGOSTO (C/ Congosto frente al Nº64)       |                              | Congosto                         |       |
| 4687   | Congosto-Peña Rivera                        |                              |                                  |       |
| 4685   | Congosto-Puerto Porzuna                     |                              |                                  |       |
| 1051   | Montes de Barbanza                          | 103 142                      |                                  |       |
| 1031   | Villa Vallecas                              | 58 103 142                   | Villa de Vallecas                |       |
| 4367   | Sierra Guadalupe                            | 58 103 142 143               | Sierra de Guadalupe Vallecas     |       |
| 4683   | Democracia-Arboleda                         | 58 103 142 143               |                                  |       |
| 4729   | Cocherón de la Villa-Avenida de la Albufera |                              |                                  |       |
| 4726   | Polideportivo Palomeras                     |                              |                                  |       |
| 1020   | Avenida de la Albufera-Miguel Hernández     | 58 103 142 143               |                                  |       |
| 1018   | Metro Miguel Hernández                      | 58 103 142 143               | Miguel Hernández                 |       |
| 2533   | Rafael Alberti-San Claudio                  | 144                          |                                  |       |
| 5985   | San Claudio-Andaluces                       |                              |                                  |       |
| 5965   | San Claudio-Rafael Fernández Hijicos        |                              |                                  |       |
| 4103   | Rafael Alberti-San Claudio                  |                              |                                  |       |
| 2527   | Palomeras                                   | 144                          |                                  |       |
| 2525   | Andaluces-Pablo Neruda                      | 144                          |                                  |       |
| 2523   | Pablo Neruda-Malgrat de Mar                 | 142 144                      |                                  |       |
| 2521   | Malgrat de Mar                              |                              |                                  |       |
| 5056   | Benjamín Palencia-Tossa                     |                              |                                  |       |
| 2519   | Benjamín Palencia-Humanes                   |                              |                                  |       |
| 2517   | Pío Felipe-Benjamín Palencia                | 141 143                      |                                  |       |
| 2515   | Buenos Aires                                | 143                          | Buenos Aires                     |       |
| 1008   | Portazgo-Estadio de Vallecas                | 58 103 136                   | Portazgo                         |       |
| 1006   | Avenida de la Albufera-Sierra de Cadi       | 58 136                       |                                  |       |
| 1004   | Nueva Numancia                              | 57 58 136                    | Nueva Numancia                   |       |
| 1002   | Junta Municipal Puente de Vallecas          | 10 24 57 58 111 136 310      |                                  |       |
| 2057   | Puente de Vallecas                          | 8 24 57 141                  | Puente de Vallecas               |       |
| 1411   | Ciudad de Barcelona-Seco                    | 8 10 24 37 56 57 136 141 310 |                                  |       |
| 1409   | Pacífico                                    | 24 37 57 141                 | Pacífico                         |       |
| 1407   | Junta Municipal Retiro                      | 24 37 57 141                 |                                  |       |
| 1405   | Metro Menéndez Pelayo                       | 24 37 57 141                 | Menéndez Pelayo                  |       |
| 1403   | Basílica de Atocha                          | 24 37 57 141                 |                                  |       |
| 5705   | ESTACIÓN DE ATOCHA (Intercambiador)         | 57                           | Atocha                           |       |